# Anuradhapura
Anuradhapura (tamil: அனுராதபுரம், singalesisk: අනුරාධපුරය) er en by i det nord-centrale Sri Lanka, med et indbyggertal (pr. 2001) på cirka 53.000. Byen er kendt for sine historiske bygninger fra Lankan-civilisationen, der har gjort byen til et UNESCO verdensarvområde i 1982.
8°21′N 80°23′Ø / 8.350°N 80.383°Ø
- Wikimedia Commons har flere filer relateret til Anuradhapura